# 135e régiment d'infanterie territoriale
Le 135e régiment d'infanterie territoriale est un régiment d'infanterie de l'armée de terre française qui a participé à la Première Guerre mondiale.

## Création et différentes dénominations
Le régiment reçoit son numéro par décret du 19 mars 1875. Il doit être formé à Mirande en cas de mobilisation.

## Historique des garnisons, combats et batailles du135eRIT

### Première Guerre mondiale

#### Affectations
- 91e Division d'Infanterie Territoriale d'août 1914 à juin 1915
- 89e Division d'Infanterie Territoriale d'août 1916 à mars 1917

## Drapeau
Il porte, cousues en lettres d'or dans ses plis, les inscriptions suivantes :
- Artois 1915
- Verdun 1916